# Muzeum Porsche

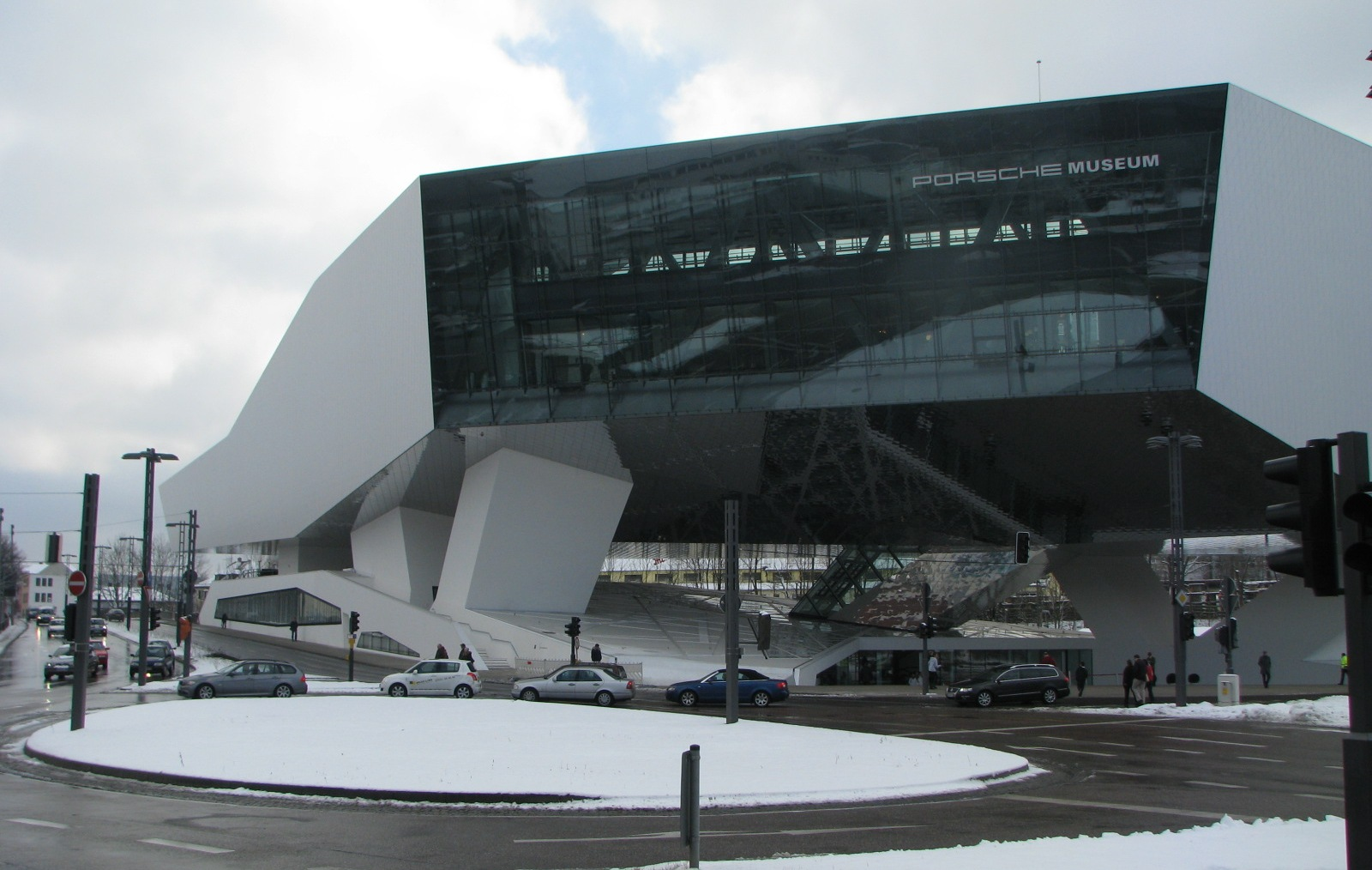
Widok w zimie

Muzeum Porsche (niem. Porsche-Muzeum) – muzeum samochodowe w Stuttgarcie, w którym przedstawione są wszystkie modele samochodów Porsche.
Muzeum znajduje się przy Porsche-Platz w Zuffenhausen. Muzeum zostało otwarte w 2009 roku.

## Galeria

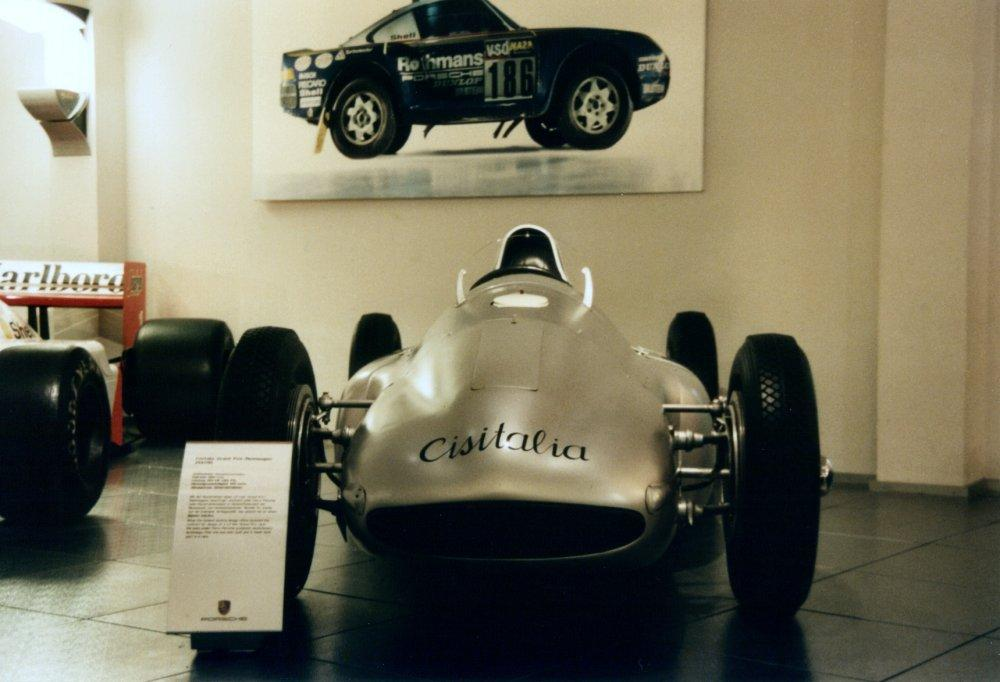
Porsche 360 Cisitalia (1947)
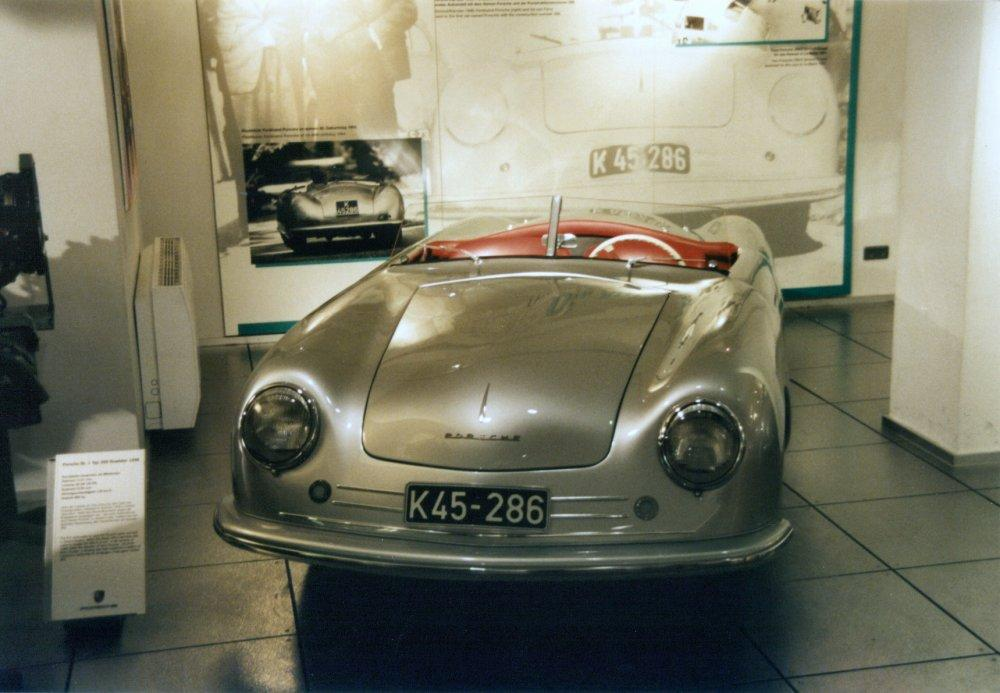
Porsche 356 Nr. 1 Roadster (1948)
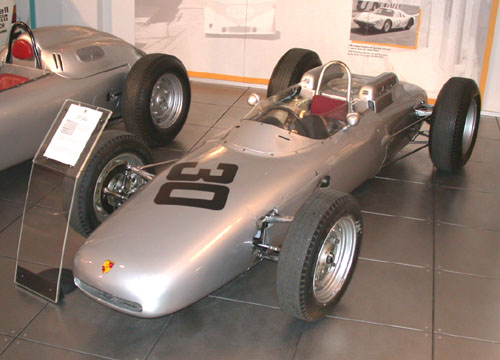
Porsche Typ 804, Formula 1 (1962)
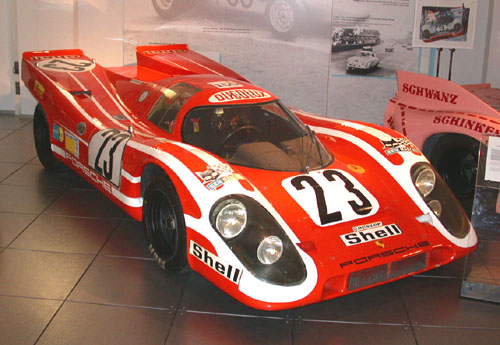
Porsche 917 (1970)
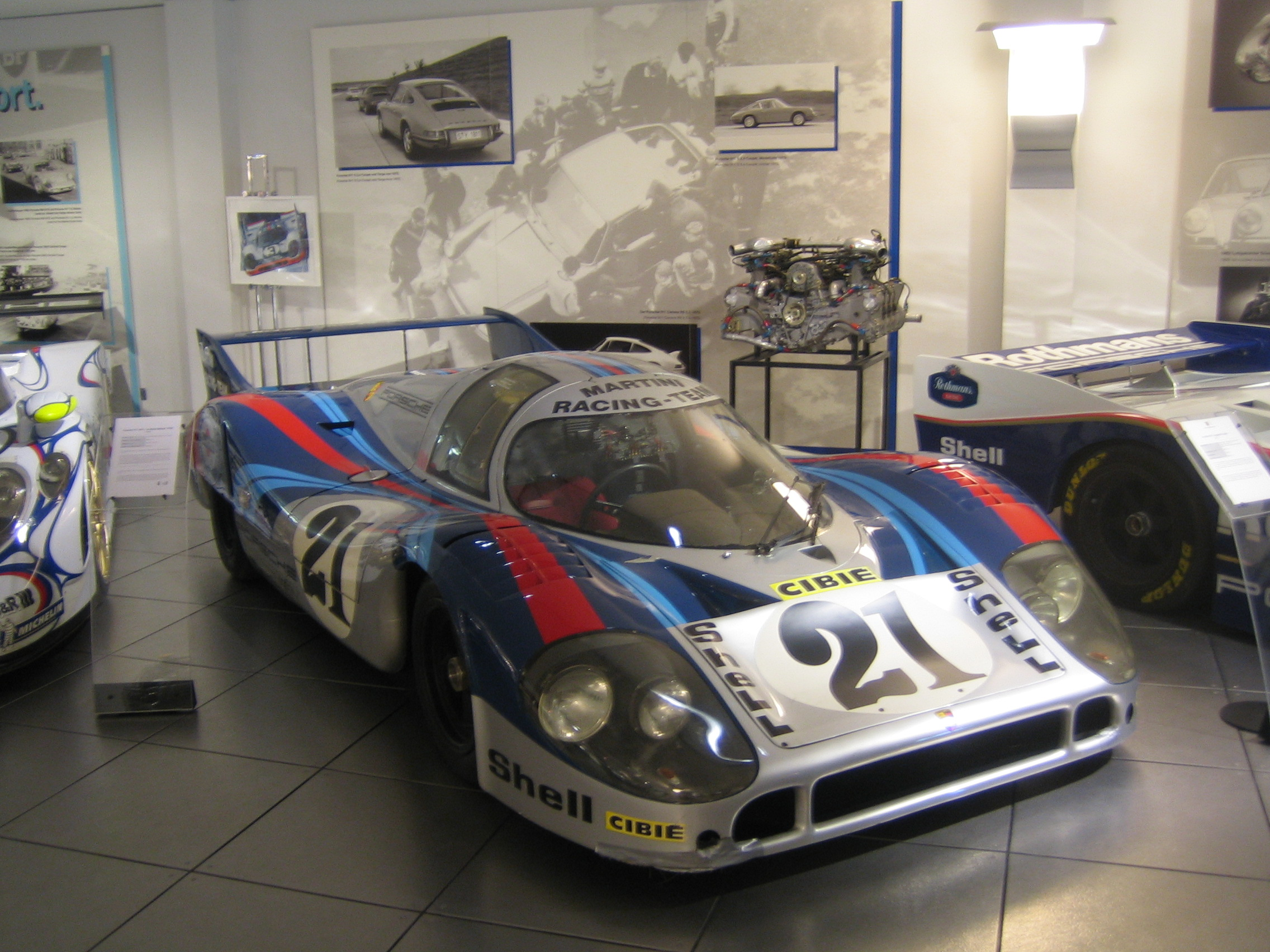
Porsche 917 (1971)
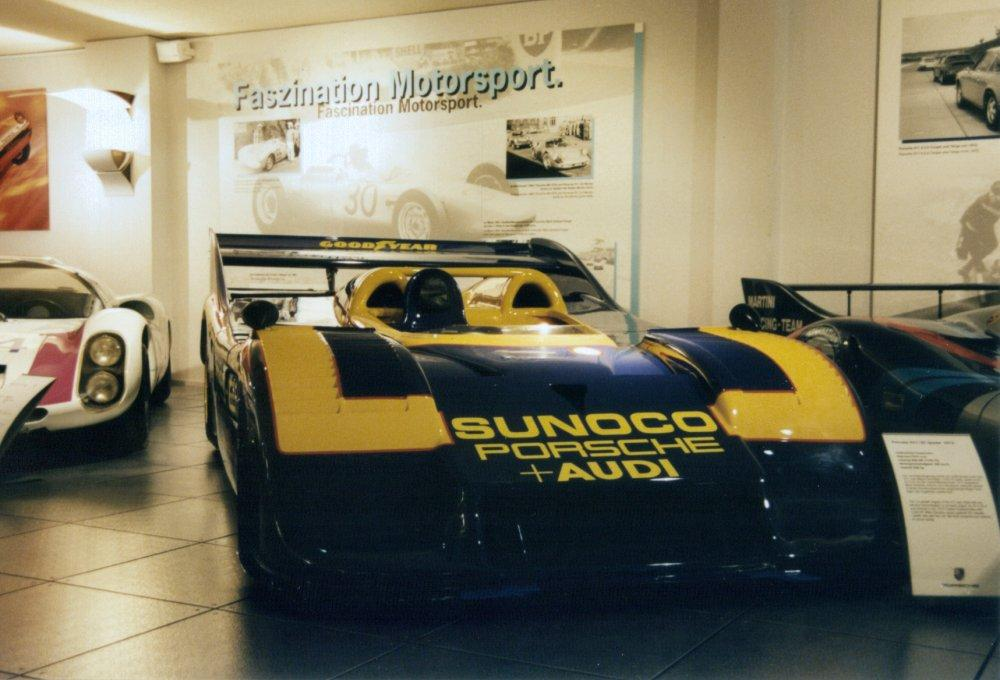
The 1100 hp Porsche 917/30 Spider (1973)
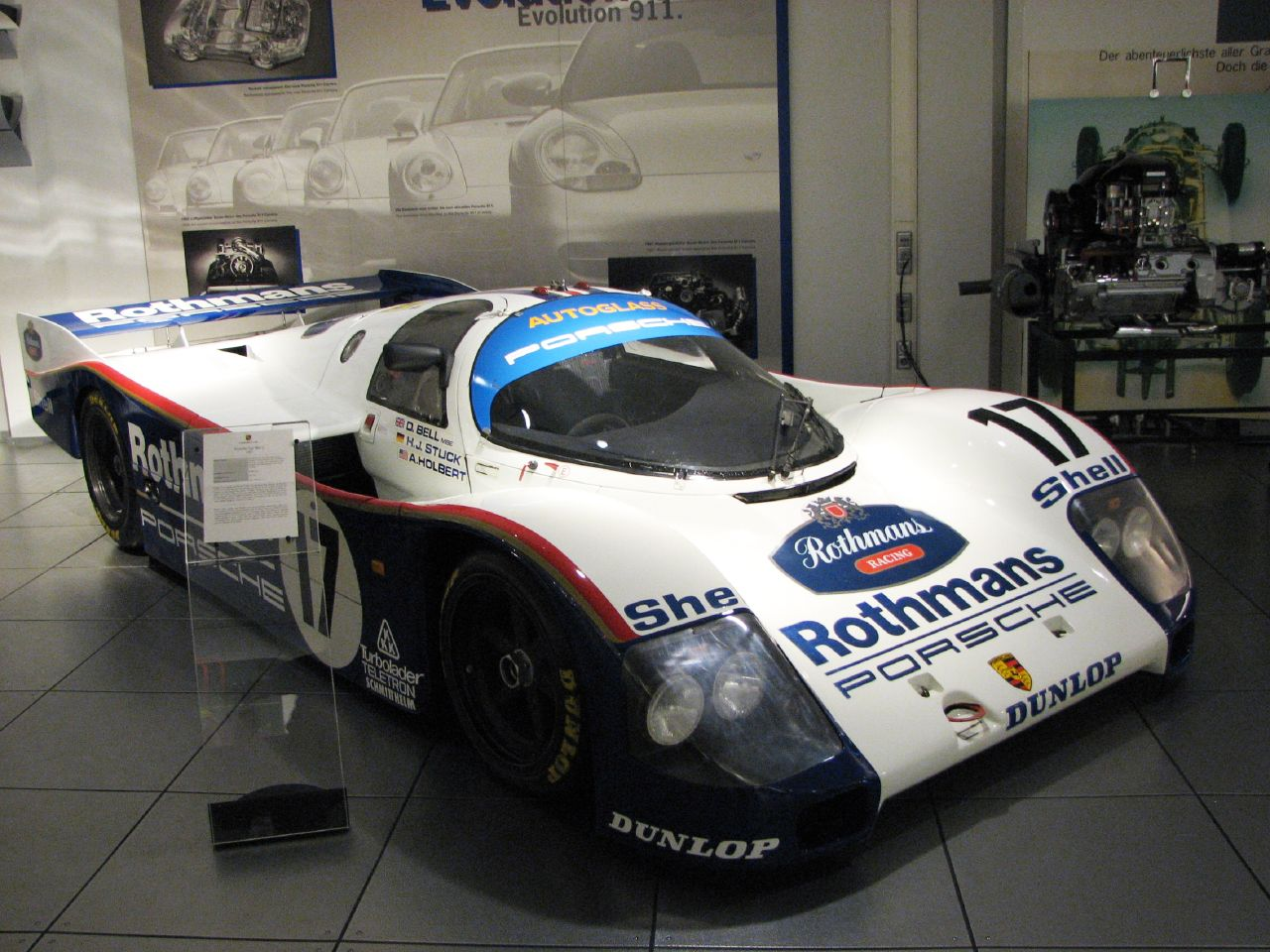
Porsche 956C coupé (1981 - 1985)
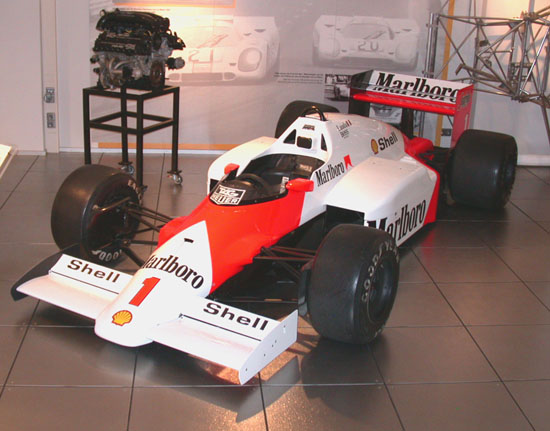
McLaren TAG Porsche F1 (1985)
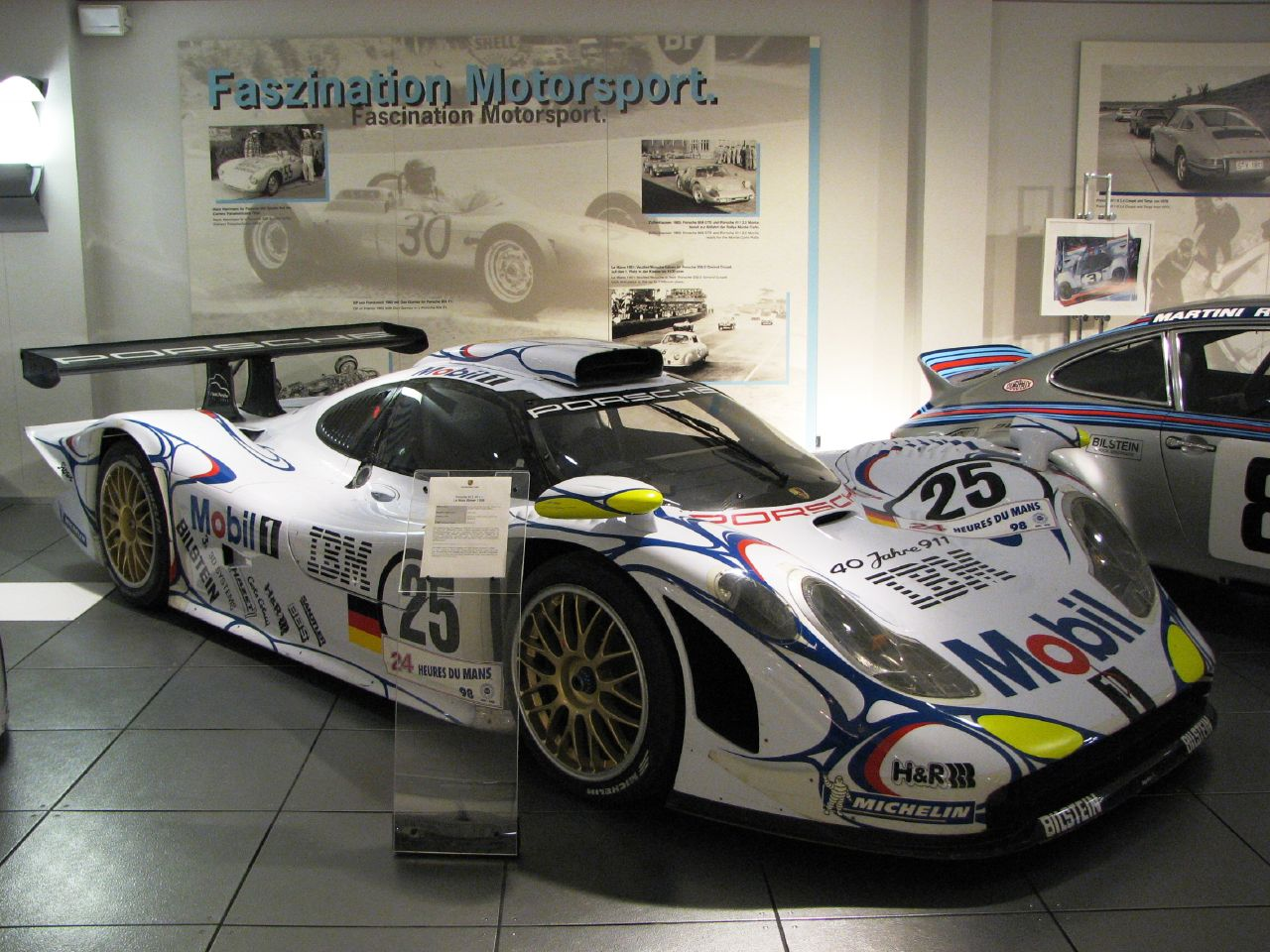
Porsche 911 GT1 '98, z numerem startowym 25 z wyścigu Le Mans (1998)
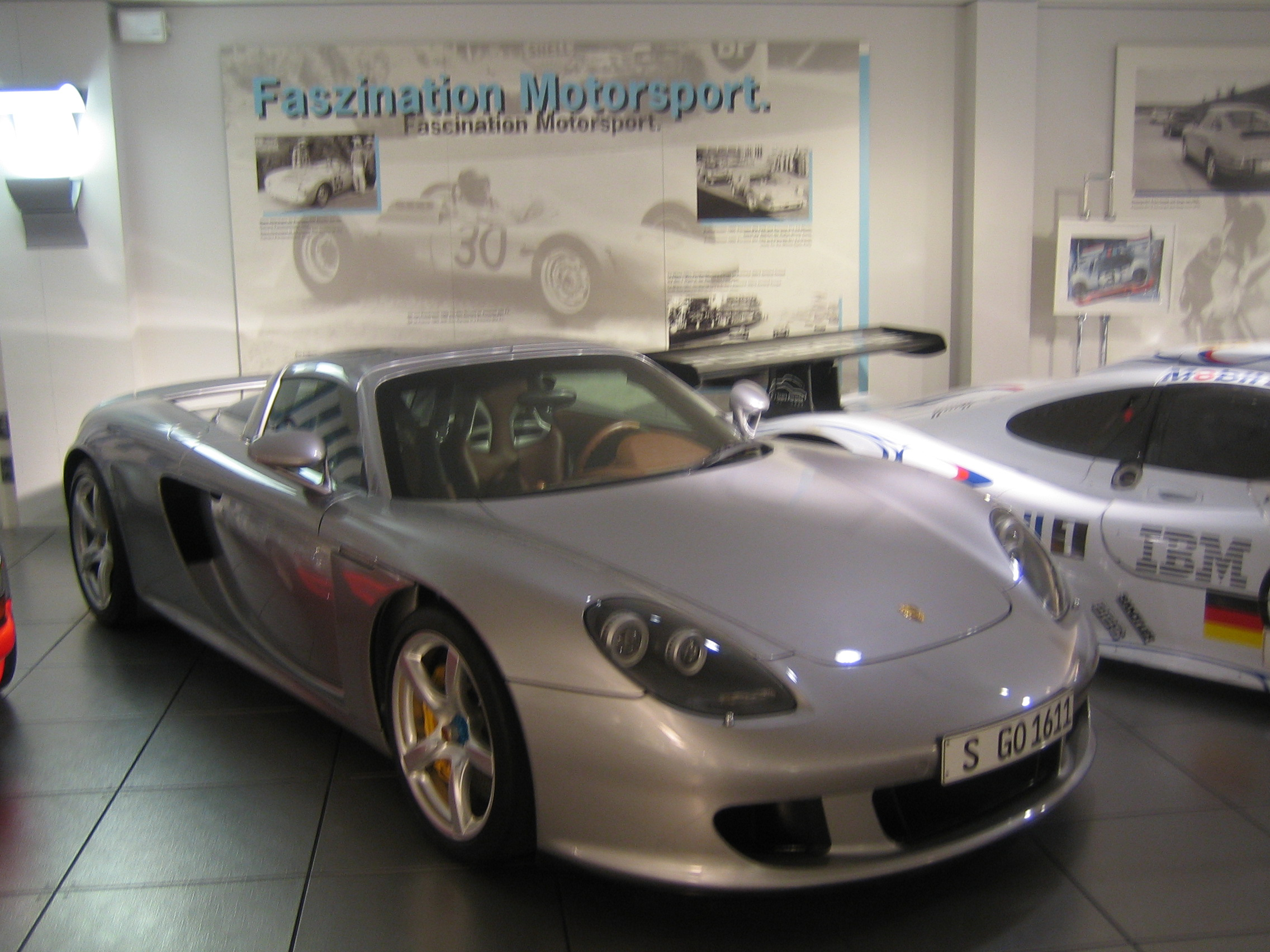
Carrera GT (2003)
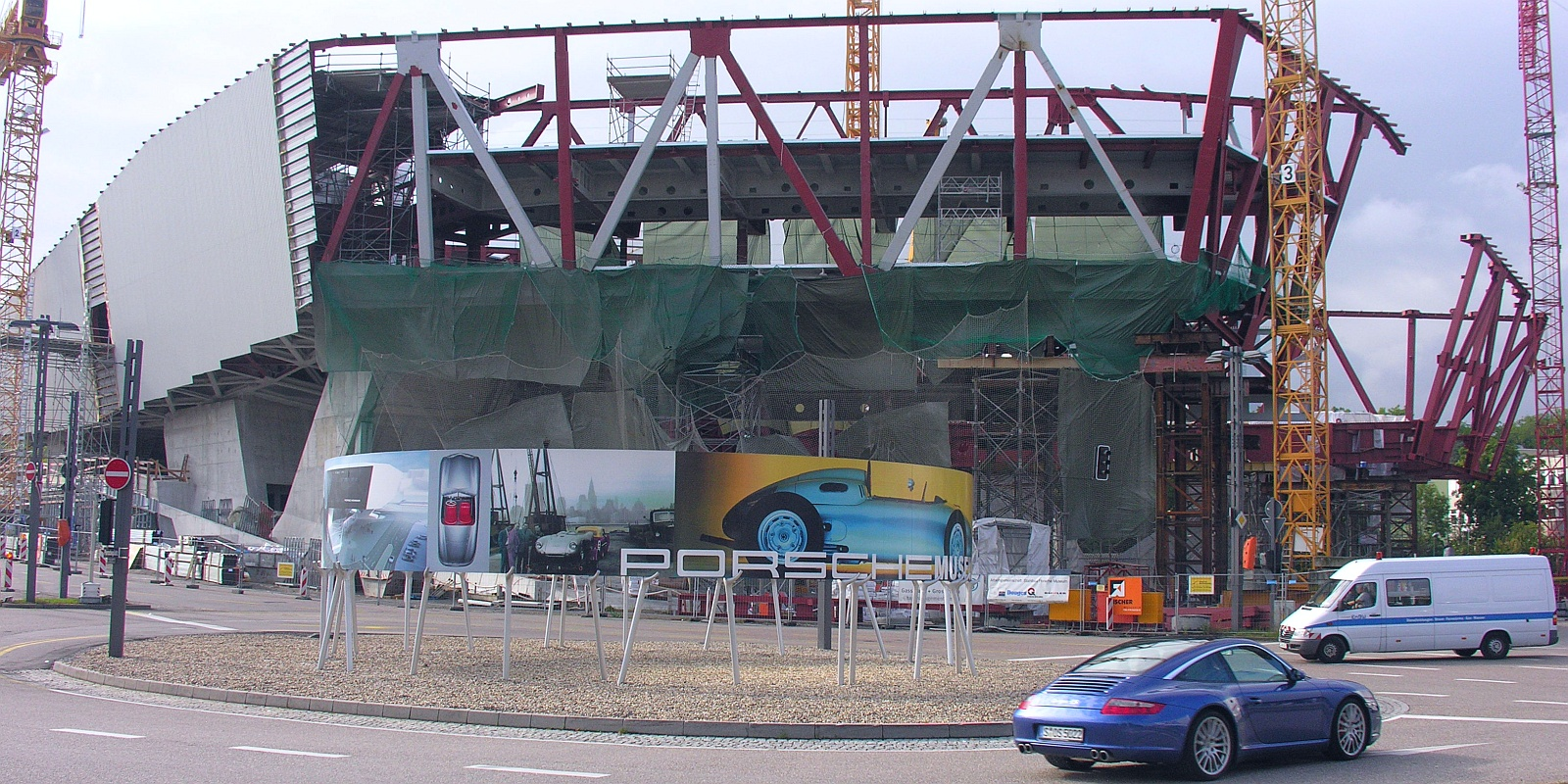
Nowe Muzeum Porsche podczas budowy, wrzesień 2007
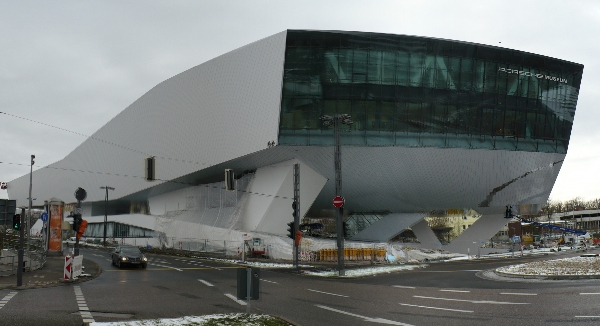
Nowe Muzeum Porsche, grudzień 2007 przed otwarciem
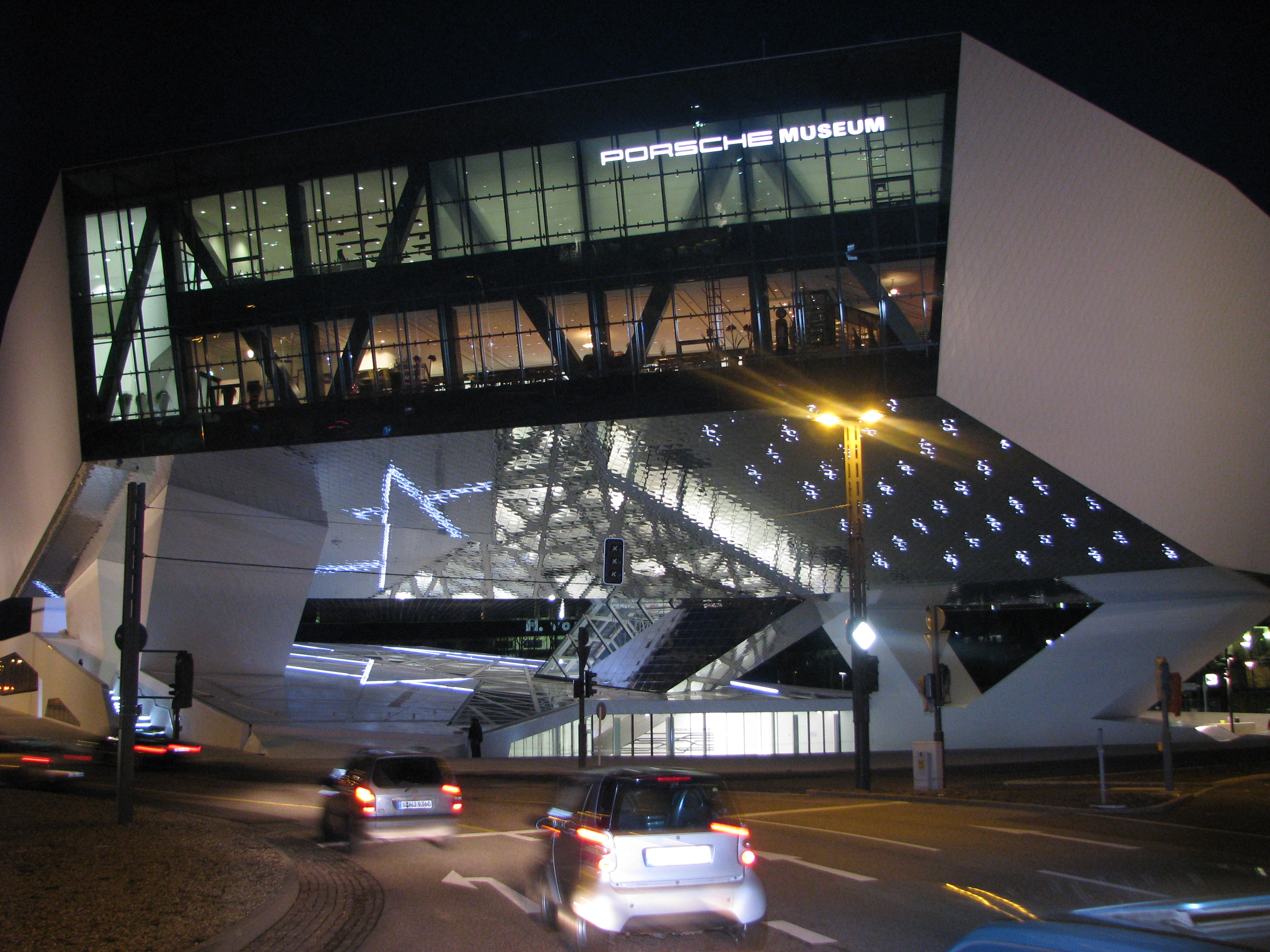
Muzeum Porsche, styczeń 2009
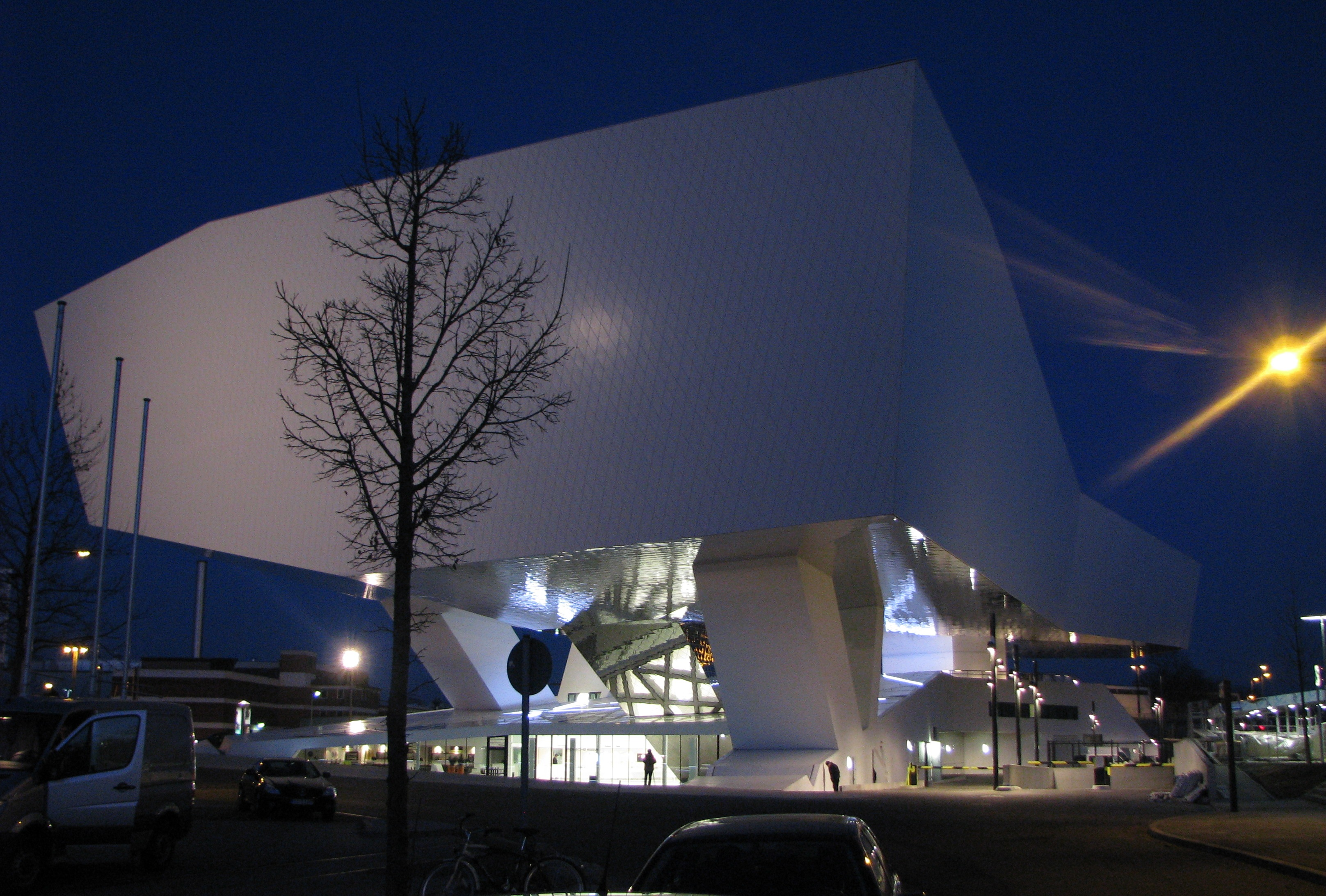
Widok od strony zachodniej